# 真・三國無双ADVANCE
『真・三國無双ADVANCE』（しん・さんごくむそうアドバンス）は、2005年3月24日にコーエーから発売されたゲームボーイアドバンス用のアクションゲーム。
キャッチコピーは「むかうところ、敵なし!」。
シリーズ初となる2Dでの戦いとなっている。無双モードは『真・三國無双 (PSP)』と同様に、戦場が小さいエリアに分割され移動のパートと戦闘のパートを繰り返して進行する形式になっている。ほかにも、戦闘のパートでは味方は登場せず一人で戦うように変更されている。使用できる武将数は少ないが武将が武器の種類を変更できる。24のシナリオでは小説『三国志演義』にまつわるものや仮想のものまで多くのイベントが盛り込まれている。当時発売されていた同シリーズのPSP版にはなかった敵将撃破のボイスが収録されている。